# Oxana Witaljewna Korostyschewskaja
Oxana Witaljewna Korostyschewskaja (russisch Оксана Витальевна Коростышевская, wiss. Transliteration Oksana Vital'evna Korostyševskaja; * 19. März 1973 in Minsk, BSSR, Sowjetunion) ist eine russische Schauspielerin.

## Leben
Korostyschewskaja ist die Tochter der belarussischen Opernsängerin Nadezhda Pokitschenko und des Gesangslehrers Witali Pokitchenko. Sie besuchte in Minsk die Sekundarschule № 12. Sie absolvierte Lehrgänge in Sporttanz, Theater und später in Pantomime-Theater. 1993 zog sie nach Moskau und arbeitete bei der Modelagentur Margo. 1994 trat sie in die VGIK der Schauspielwerkstatt von E. A. Kindinov und A. V. Batalov ein. Sie ist mit dem Regisseur Maxim Pawlowitsch Korostyschewski verheiratet. Das Paar hat drei Töchter. Sie beteiligt sich aktiv an Aktionen der WWF.
Sie gab ihr Filmdebüt in der Rolle der Journalistin Jackie im Film Quiet Whirlpools. Im Sommer 2012 wurde der Film Soldiers of Fortune veröffentlicht, ein gemeinsames Projekt von ihr mit ihrem Ehemann, der als Regisseur fungierte.

## Filmografie (Auswahl)
- 2000: Tikhie omuty (Тихие омуты)
- 2002: Vkhod cherez okno (Вход через окно)
- 2003: Igra v modern (Игра в модерн)
- 2005: The Fool (Dura/Дура)
- 2006: Love & Dance (Sipur Hatzi-Russi)
- 2012: Soldiers of Fortune
- 2019: Belovodye. Tayna zateryannoy strany (Беловодье. Тайна затерянной страны) (Mini-Serie, 11 Episoden)